# Maksymos z Tyru
Maksymos z Tyru (gr. Μάξιμος ο εκ Τύρου, łac. Cassius Maximus Tyrius) – grecki retor i filozof medioplatoński, żyjący w II wieku.
Maksymos był autorem traktatów o erystyce oraz zdeklarowanym przedstawicielem platonizmu. Z jego tekstów zachowało się 41 mów i wykładów. Jego platonizm miał charakter popularny i nie był związany z głębszą refleksją filozoficzną.